# Brady Lake

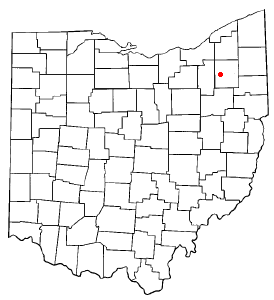
Brady Lake na planie stanu Ohio

Brady Lake – wieś w USA, w stanie Ohio, w hrabstwie Portage. Wieś została założona w roku 1927. Nazwa miejscowości pochodzi od nazwska kapitana Samuela Brady, który ukrył się w pobliskim jeziorze przed indianami. Aktualnie burmistrzem wsi jest Hal Lehman.
W roku 2010, 14,9% mieszkańców było w wieku poniżej 18 lat, 11,1% było w wieku od 18 do 24 lat, 21,1% miało od 25 do 44 lat, 39,9% miało od 45 do 64 lat, 12,9% było w wieku 65 lat lub starszych. We wsi było 51,9% mężczyzn i 48,1% kobiet.
Liczba mieszkańców w 2010 roku wynosiła 464, a w roku 2012 wynosiła 460.